# Sofron István
Sofron István (Csíkszereda, 1988. február 24. –) magyar válogatott jégkorongozó.

## Pályafutása
2006-ban mutatkozott be először az első osztályú Magyar jégkorongbajnokságban a Fehérvári Titánok színeiben. A következő szezont már a osztrák első osztályú ligában részt vevő Alba Volán csapatában kezdte. 2010-ben mutatkozott be a magyar válogatottban.
A 2011/2012-es szezonban ő lett az osztrák bajnokság (EBEL) gólkirálya. A szezon végén a német első osztályú Krefeld Pinguine csapatához igazolt.Itt három szezont töltött, majd visszatért az EBEL- be, a EC Klagenfurthoz. 2016 június 13-án visszatért Fehérvárra, egy plusz egyéves szerződést aláírva. 2017 februárjától augusztusig doppingvétség miatt eltiltását töltötte. 2017. július 19-én elfogadta az észak-amerikai Wichita Thunder ajánlatát, amely az Edmonton Oilers farmcsapataként az East Coast Hockey League-ben, az észak-amerikai harmadosztályában szerepelt. 2017 decemberében az osztrák Villacher SV csapatához igazolt. 2018 nyarán újból visszatért nevelőegyesületéhez, a Fehérvárhoz.
Szerződése lejártával 2019 nyarán a szlovák Extraligában szereplő MAC Újbuda csapatához szerződött. 2021 júliusában a SC Csíkszereda játékosa lett.

## Magánélete
Párja a műsorvezető Aryee Claudia Dedei, egy lányuk született.

## Díjai, elismerései
- Junior Prima díj (2012)